# Protin
Protin (tudi putika, udnica in skrnina, pogovorno giht in podagra, kadar gre za palec na nogi) je bolezen, za katero so običajno značilni ponavljajoči se napadi sklepnega vnetja – otečen, pordel, boleč in vroč sklep. Metatarzofalangealni sklep pri korenu nožnega palca je prizadet najpogosteje (v približno 50 % primerih). Protin se lahko kaže kot tofi, ledvični kamni ali pa uratna nefropatija. Bolezen je posledica povišane ravni sečne kisline v krvi. Sečna kislina kristalizira, kristali pa se odlagajo v sklepih, kitah in okoliških tkivih.
Klinično diagnozo lahko potrdijo na osnovi značilnih kristalov v sklepni tekočini. Zdravljenje z nesteroidnimi protivnetnimi zdravili (NSAR), kortikosteroidi ali kolhicinom izboljša simptome. Ko akutni napad mine, se raven sečne kisline ob spremembah življenjskega sloga običajno zniža. Prizadetim s pogostimi napadi pa lahko alopurinol ali probenicid zagotovita dolgoročno preprečevanje.
Protin je postal bolj pogost v zadnjih desetletjih, na neki točki njihovega življenja pa prizadene približno 1–2 % prebivalstva na Zahodu. Povečanje je verjetno posledica naraščajočih dejavnikov tveganja v populaciji, kot so na primer metabolični sindrom, podaljšana pričakovana življenjska doba in spremembe v prehrani. Protin so v preteklosti poznali kot »bolezen kraljev« ali »bolezen bogatinov«.

## Znaki in simptomi
Protin se lahko izrazi na več načinov, najbolj običajno pa gre za ponavljajoče se napade akutnega vnetnega artritisa (pordel, mehek, topel, otekel sklep).  Metatarzofalagnealni sklep pri korenu nožnega palca je prizadet najpogosteje, in sicer v okoli polovici primerov.Prizadene lahko tudi druge sklepe, kot so gležnji, kolena, zapestja in prsti. Bolečina v sklepi se običajno javlja v 2–4 urah in ponoči. Razlog za pojav ponoči je znižanje telesne temperature. Poleg bolečine se lahko redko pojavijo tudi drugi simptomi, kot so utrujenost in vročina.
Dolgotrajno zvišane ravni sečne kisline (hiperurikemija) lahko povzroči pojav drugih simptomov, kot so trdo, neboleče nalaganje kristalov sečne kisline, znano kot tofi. Obsežni tofi lahko privedejo do kroničnega artritisa zaradi erozije kosti. Posledica povišane ravni sečne kisline je lahko tvorba kristalov v ledvicah, čemur sledijo ledvični kamni in akutne obstruktivne nefropatije.

## Vzroki
Visoka raven sečne kisline v krvi je osnovni vzrok za protin. Za to je lahko več razlogov, med drugim prehrana, genska nagnjenost, ali prenizko izločanje urata, to je soli sečne kisline. Prenizko izločanje sečne kisline v ledvicah je glavni vzrok hiperurikemije v približno 90% primerov, prekomerno pa v manj kot 10%. Približno 10 % ljudi s hiperurikemijo prej ali slej dobi protin. Tveganje pa je odvisno od stopnje hiperurikemije. Pri ravneh med 415 in 530 μmol/L (7 in 8,9 mg/dL) znaša tveganje 0,5 % na leto, pri osebah z ravnjo nad 535 μmol/L (9 mg/dl) pa gre za riziko 4,5 % na leto.

### Način življenja
Prehrana je vzrok za približno 12 % primerov protina. Pomembni so predvsem uživanje alkohola, pijače, sladkane s fruktozo, meso in morski sadeži. Drugi sprožilci so med drugim poškodbe in operacije. Nedavne študije so pokazale, da nekateri prehranjevalni dejavniki, med drugim s purini bogata zelenjava (npr. fižol, grah, leča in špinača) in celotna količina zaužitih beljakovin na bolezen ne vplivajo. Kava, vitamin C, mlečni proizvodi in telesna dejavnost zmanjšujejo tveganje. Tveganje verjetno zmanjšujejo s tem, da zmanjšujejo odpornost na inzulin.

### Genetika
Pojav protina je delno genetskega izvora, saj geni prispevajo okoli k 60 % variabilnosti v ravni sečne kisline. Za tri gene, SLC2A9, SLC22A12 in ABCG2, so ugotovili, da so običajno povezani s protinom. Njihove variacije lahko tveganje približno podvojijo. Izguba funkcije zaradi mutacij v SLC2A9 in SLC22A12 povzroča dedno hipourikemijo, ker zmanjšuje absorpcijo in neovirano izločanje soli sečne kisline. Protin vodi do zapletov pri nekaterih redkih genetskih boleznih, kot so družinska mladoletniška hiperuremična nefropatija, medularna cistična bolezen ledvic, pretirana aktivnost fosforibozilpirofosfat sintetaze in pomanjkanje hipoksantin-gvanin fosforiboziltransferaze, kot se kaže pri Lesch-Nyhlanov sindromu.

### Zdravstveno stanje
Protin se pogosto pojavlja v kombinaciji z drugimi zdravstvenimi težavami. Metabolični sindrom (kombinacija trebušne debelosti, visokega krvnega tlaka, odpornosti na inzulin in nenormalne ravni lipidov) se pojavi v skoraj 75 % primerov. Protin se pogosto pojavlja pri osebah, ki imajo policitemijo, zastrupitev s svincem, odpoved ledvic, hemolitično anemijo, luskavico in presajene čvrste organe. Indeks telesne mase nad 35 povečuje pri moških tveganje za trikrat. Kronična izpostavljenost svincu in s svincem onesnaženemu alkoholu sta dejavnika pri protinu zaradi škodljivih učinkov svinca na delovanje ledvic. Lesch-Nyhanov sindrom je pogosto povezan z artitisom v obliki putike.

### Zdravila
Diuretiki so bili povezani z napadi protina. Nizka doza hidroklorotiazida tveganja ne povečuje. Zdravili, ki povečujeta tveganje, sta tudi niacin in aspirin (acetilsalicilna kislina). Tudi imunosupresivni zdravili ciklosporin in takrolimus sta povezani s protinom;  ciklosporin bolj v kombinaciji s hidroklorotiazidom.

## Patofiziologija
Protin je motnja v presnovi purinov. Pojavlja se, ko njihov končni presnovek, sečna kislina, kot mononatrijev urat kristalizira in se obarja v sklepih, na kitah in okoliških tkivih. Ti kristali nato sprožijo lokalno, imunsko posredovano vnetno reakcijo. V njej je ključna beljakovina interlevkin 1β. Z evolucijo so višji primati, kot recimo človek, izgubili urikazo, ki razgrajuje sečno kislino, tako da je do tega stanja začelo prihajati pogosteje.
Kaj sproži obarjanje sečne kisline, še ni dodobra pojasnjeno. Lahko sicer kristalizira pri normalnih ravneh, višji nivoji pa povečujejo verjetnost, da bo do tega prišlo. Druge dejavniki, ki lahko sprožijo akutno epizodo artritisa, so med drugim nizke temperature zaradi hitrih sprememb v ravni sečne kisline, acidoza , hidracija členkov in proteini v izvencelični matrici, kot so proteoglikani, kolageni, in hondroitin sulfat. Povečano obarjanje pri nizkih temperaturah lahko delno pojasni, zakaj so najpogosteje prizadeti sklepi na nogah . Do hitrih sprememb v sečni kislini lahko pride zaradi številnih dejavnikov, tako zaradi poškodb, operacij, kemoterapije, diuretikov in začetka ali konca uporabe alopurinola. V primerjavi z drugimi zdravili za visok krvni tlak so zaviralci kalcijevih kanalčkov in losartan povezani z nižjim tveganjem za protin.

## Diagnoza
Protin se lahko diagnosticira in zdravi brez nadaljnjih preiskav pri osebah s hiperurikemijo in klasično podagro. Če pa diagnoza ni jasna, je treba analizirati sinovialno tekočino. Rentgen je sicer priročno sredstvo, kadar je treba potrditi kroničen protin, vendar malo zaleže pri akutnih napadih. 

### Sklepna tekočina
Dokončna diagnoza protina temelji na identifikaciji kristalov sečne kisline v sklepni tekočini ali tofih. Vse vzorce sklepne tekočine, dobljene iz nediagnosticiranih vnetih sklepov, bi bilo treba preveriti na prisotnost teh kristalov. Pod mikroskopom in pri polarizirani osvetlitvi imajo igli podobno morfologijo in zelo negativno dvolomnost. Ta test je težko izvesti in pogosto zahteva usposobljenega opazovalca. Tekočino je treba tudi preučiti relativno hitro po aspiraciji, saj temperatura in pH vplivata na topnost kristalov.

### Krvne preiskave
Hiperurikemija je klasičen znak za protin, vendar se pojavlja skoraj polovico časa brez hiperurikemije, in večina ljudi s povišano sečno kislino nikoli ne dobi protina. Zato je z diagnostičnega stališča koristnost merjenja ravni sečne kisline omejena. Hiperurikemija je definirana kot raven uratov v plazmi nad 420 μmol/L (7,0/dL) pri moških in 360 μmol/L (6,0/dL) pri ženskah. Druge krvne preiskave, ki se jih pogosto opravlja, so število belih krvničk, stanje elektrolitov, testi ledvičnega delovanja in hitrost sedimetacije eritrocitov (SR). Vendar pa sta lahko tako število belih krvnih celic kot tudi SR pri protinu tudi v odsotnosti okužbe zvišana. Obstajajo primeri, kjer je bilo število belih krvnih celic nad 40,0·10 9/L (40,000/mm3).

### Diferencialna diagnoza
Najpomembnejša diferencialna diagnoza pri protinu je septični artritis. To je treba upoštevati pri bolnikih z znaki okužbe ali pri bolnikih, katerim zdravljenje stanja ne izboljša. Za pomoč pri diagnozi se lahko opravijo mikrobiološka testiranja (barvanje punktata sklepne tekočine po Grammu in vzgoja bakterijske kulture na gojišču). Druge bolezni s podobnimi znaki so med drugim psevdoprotin in revmatoidni artritis. Protinske tofe, zlasti če jih je najti v sklepu, je mogoče napačno prepoznati kot karcinom bazalnih celic, ali kot kako drugo novotvorbo.

## Preprečevanje
Spremembe v življenjskem slogu in zdravila lahko znižajo raven sečne kisline. Pomembno je
znižati vnos hrane kot je meso in morski sadeži, ustrezna količina vitamina C, mera pri uživanju alkohola in fruktoze in preprečevanje debelosti. Nizkokalorična prehrana pri debelih moških zniža raven sečne kisline na 100 mol/L (1,7 mg/dL). Če se dnevno užije 1,500 mg vitamina C, se tveganje za protin zmanjša za 45 %. Uživanje kave, vendar ne čaja, je povezano z manjšim tveganjem za protin. Protin je lahko drugotnega pomena pri apneji med spanjem, ko se iz celic, ki jim primanjkuje kisika, sproščajo purini. Zdravljenje apneje lahko zmanjša pojavnost napadov.

## Zdravljenje
Prvotni cilj zdravljenja je pomiriti znake akutnega napada. Ponavljajoče se napade je mogoče preprečiti z drugimi zdravili, ki znižujejo raven sečne kisline v serumu. Na bolni sklep se da večkrat dnevo led (za 20 do 30 minut), da zmanjša bolečine. Možnosti za akutno zdravljenje so tudi nesteroidna protivnetna zdravila (NSAR), kot recimo kolhicin in kortikosteroidi, medtem ko možnosti za preprečevanje vključujejo alopurinol, febuksostat in probenecid. Zniževanje ravni sečne kisline lahko bolezen pozdravi. Zdravljenje soobolenj je prav tako pomembno.

### NSAR
Nesteroidna protivnetna zdravila so običajno zdravilo izbora pri zdravljenju protina, vsa sredstva so bolj ali manj enako učinkovita. Izboljšanje je videli najkasneje po štirih urah, zdravljenje pri tem priporočajo za dobo enega do dveh tednov. Teh zdravil se ne priporoča pri ljudeh z nekaterimi drugimi zdravstvenimi težavami, kot so gastrointestinalne krvavitve, ledvična ali srčna odpoved. Indometacin je že od nekdaj najbolj pogosto uporabljen NSAR, alternative, npr. ibuprofen, pa imajo lahko prednost zaradi njihovega boljšega profila, kar se stranskih učinkov tiče, četudi niso najbolj učinkovite. Za bolnike, pri katerih je predpisovanje NSAR bolj tvegano zaradi stranskih učinkov na želodčno sluznico, se dodatno daje zaviralec protonske črpalke.

### Kolhicin
Kolhicin je alternativa za bolnike, ki nesteroidnih protivnetnih zdravil ne prenašajo. Njegovi stranski učinki (predvsem prebavne motnje) omejujejo njegovo uporabnost. Prebavne motnje so odvisne od odmerka in tveganje lahko zmanjšamo z uporabo manjših, vendar še vedno učinkovitih odmerkov. Kolhicin lahko interaktira z drugimi najpogosteje predpisanimi zdravili, med drugim na primer z atorvastatinom in eritromicinom.

### Glukokortikoidi
Glukokortikoidi so po izkušnjah ravno toliko uspešni kot nesteroidna protivnetna zdravila  in se jih lahko uporabi, če obstajajo kontraindikacije za NSAR. Prav tako privede do izboljšanja pri injekciji v sklep. Septični artritis je treba izključiti, saj lahko v tem primeru kortikosteroidi stanje poslabšajo.

### Peglotikaza
Peglotikazo (Krystexxa) so leta 2010 v ZDA odobrili za zdravljenje protina. Predstavlja alternativo za 3 % ljudi, ki ne prenašajo drugih zdravil. Pegloticazo se daje v obliki intravenske infuzije vsaka dva tedna. Ugotovljeno je, da znižuje raven sečne kisline pri tej populaciji.

### Preprečevanje
Za preprečevanje nadaljnjih epizod protina so na voljo številna zdravila, med drugim inhibitor ksantin oksidaze (recimo alopurinol in febuksostat) in urikozuriki (kot sta probenecid in sulfinpirazon). Z njimi se običajno začne zdraviti en ali dva tedna po akutnem napadu, zaradi teoretičnih zadržkov, kar se poslabšanja napada tiče, in se pogosto uporablja v kombinaciji z NSAR ali kolhicinom v prvih treh do šestih mesecih. Niso priporočljiva, dokler oseba ne doživi dveh napadov protina, razen v primeru destruktivnih sprememb na sklepu, tofov ali uratne nefropatije, saj se zdravila doslej niso izkazala kot stroškovno učinkovita. Ukrepe za zniževanje urata naj bi se zviševalo, dokler sečna kislina v serumu ne pade pod 300–360 µmol/L (5.0–6.0 mg/dL), in se jih nato v nedogled držalo. Če se ta zdravila uporablja kronično v času napada, je priporočljivo njih dajanje prekiniti. Če ravni ni mogoče zmanjšati pod 6,0 mg/dl in če se pri tem napadi ponavljajo, je to razumeti kot neuspeh zdravljenja ali pa kot refrakcijski protin. Na splošno se zdi, da je probenecid manj učinkovit kot alopurinol.
Urikozurična zdravila so običajno raje daje, kadar se ugotovi zmanjšano izločanje sečne kisline - 24-urna količina izločenega urina vsebuje manj kot 800 mg sečne kisline. Ne priporoča se za osebe z zgodovino ledvičnih kamnov. Če se v 24 urah z urinom izloči več kot 800 mg, gre za prekomerno tvorbo, tako da ima zaviralec ksantin oksidaze prednost.
Zaviralci ksantin-oksidaze (med drugim alopurinol in febuksostat) zavirajo proizvodnjo sečne kisline; dolgotrajna terapija je varna in se jo dobro prenaša, lahko se uporablja pri ljudeh z okvaro ledvic ali uratnih kamnov, čeprav alopurinol pri majhnem številu posameznikov povzroča preobčutljivost. V takih primerih se priporoča kot alternativo febuksostat.

## Prognoza
Akutni napad protina, če se ga ne zdravi, po navadi izzveni v petih do sedmih dneh; 60% ljudi pa v roku enega leta doživi ponoven napad. Osebe s protinom imajo povečano tveganje za visok krvni tlak, diabetes, metabolični sindrom, bolezni ledvic in bolezni srca in ožilja, kar vse pomeni povečano tveganje smrti. To je lahko delno zaradi povezave z odpornostjo na inzulin in debelostjo, vendar se zdi, da so nekatera povečana tveganja neodvisna drugo od drugega.
Brez zdravljenja se lahko epizode akutne putike razvijejo v kroničen protin, z uničenjem sklepnih površin, deformacijo sklepa in nebolečimi tofi. Ti tofi pojavijo pri 30% oseb, ki se jih petih let dolgo ni zdravilo, pogosto v ušesni vijačnici , prek olekranon procesov ali na ahilovi peti . Z agresivnim zdravljenjem lahko zginejo. Ledvični kamni prav tako lahko pogosto zapletejo protin, prizadenejo med 10 in 40% ljudi, vzrok pa je v nizki vrednosti pH urina, ki pospešuje izločanje sečne kisline. Lahko pride tudi do drugih oblik kronične ledvične disfunkcije .
- vozliči v ušesnem prstu in spirali, ki kažejo protinaste tofe
- Tophus kolena
- Tof palca in zunanje strani gležnja
- Protin, zaplet zaradi pretrganih tofov (izloček pozitiven na kristale sečne kisline)

## Epidemiologija
Protin prej ali slej prizadene okoli 1-2 % ljudi na Zahodu in postaja vse pogostejši. Pogostnost protina se je med 1990 in 2010 skoraj podvojila. Ta porast je verjetno posledica vse večje pričakovane življenjske dobe, sprememb v prehrani in povečanja bolezni, povezanih s protinom, kot sta metabolični sindrom in visok krvni tlak. Na hudost protina vplivajo tudi starost, rasa in letni čas. Pri moških, starejših od 30 let, in ženskah, starejših od 50 let, znaša razširjenost 2 %.
V Združenih državah Amerike je protin dvakrat bolj verjeten pri afroameriških moških kot pa pri evroameriških moških. Pogostnost je visoka med narodi pacifiških otokov – pri Maorih na Novi Zelandiji, vendar pa je redka pri avstralskih staroselcih, kljub višji povprečni koncentraciji sečne kisline v tej skupini. Bolezen je postala običajna na Kitajskem, v Polineziji in urbani podsaharski Afriki. Nekatere študije so pokazale, da se napadi protina pojavljajo pogosteje spomladi. To so pripisali sezonskim spremembam v prehrani, uživanju alkohola, telesni aktivnosti in temperaturi.

## Zgodovina
Angleško ime za protin – »gout« – je prvi uporabil Randolphus iz Bockinga okoli leta 1200. Izhaja iz latinske besede »gutta«, to je »kapljica« [tekočine]. Po Oxfordskem slovarju angleščine izhaja iz šaljivega preobračanja besede, ki pomeni »puščanje bolnih snovi iz krvi v sklepih in okoli njih«.
Protin pa so poznali že v antiki. V preteklosti so ga imenovali »kralja bolezni in bolezen kraljev« ali »bolezen bogatinov«. Prvi dokaz o bolezni je opis artritičnega palca iz Egipta leta 2600 pred našim štetjem. Grški zdravnik Hipokrat je okoli 400 pred našim štetjem bolezen omenil v svojih »Aforizmih«, in pri tem pokazal na odsotnost obolenja pri skopljencih in ženskah pred menopavzo. Aulus Cornelius Celsus (30 A. D.) je opisal povezanost z alkoholom, kasnejši nastop pri ženskah in z boleznijo povezane probleme z ledvicami:
Gost seč, z usedlino, ki je bele barve, pa kaže, da je bolečina in bolezen navezana na sklepe in notranje organe ... Težave s sklepi na rokah in stopalih so zelo pogoste in vztrajne, kot se javljajo pri podagri in cheiragri. Redko prizadenejo skopljence, dečke pred spolnim odnosom z žensko, ali pa ženske ... izjema so ženske, pri katerih je mesečna čišča zavrta ... nekateri bolniki so se bolezni znebili do smrti, ker so se vzdržali vina, medice in spolnih odnosov.

Leta 1683 je angleški zdravnik Thomas Sydenham opisal, kako se obolenje javlja v zgodnjih jutranjih urah in kako se raje loteva starejših moških: 
 Bolniki s putiko so na splošno ali starci ali pa moški, katerih življenje v mladosti je končalo v prezgodnji starosti – zaradi razvratnih navad, med katerimi ni bolj pogostejše kot pa kot prezgodnja in pretirana nagnjenost k prevratu in podobnim izčrpujočim strastem. Žrtev gre v posteljo in zaspi, zdrava kot riba. Okoli dveh zjutraj se prebudi s hudo bolečino v velikem palcu; redkeje na peti, v gležnju ali nartu. Bolečina je, kot da bi šlo za izpah, prizadeti deli pa kot da so politi z mrzlo vodo. Sledi mrazenje in tresavica, malo vročine ... Noč mineva v mukah, brez spanca, bolnik ves čas preobrača prizadeti del in išče boljšo lego v postelji; premetavanju ni konca, prav tako kot ne bolečinam v mučenem udu, napad vse skupaj samo še poslabša. 
Nizozemski znanstvenik Antonie van Leeuwenhoek je kot prvi leta 1679 opisal sliko uratnih kristalov pod mikroskopom. Leta 1848 je angleški zdravnik Alfred Baring Garrod dojel, da je presežek sečne kisline v krvi vzrok za protin.

## Druge živali
Ker večina drugih živali encim urikazo, ki sečno kislino razgrajuje, lahko proizvaja, protin pri njih nastopa redko. Ljudje in drugi primati te možnosti nimajo, tako da je protin pri njih pogost. Zanimivo pri tem je, da primerek »Tyrannosaurus rexa«, znan kot »Sue«, kaže znake protina. 

## Raziskave
Za protin se raziskuje številna nova zdravila, kot so anakinra, kanakinumab in rilonacept. Na voljo je Rekombinantni nadomestni encim za urikazo (razburikaza), njegova uporabnost pa je omejena, saj sproža avtoimunski odziv. V razvoju so različice, ki so manj antigenske.